# Laotriton laoensis
Genre
Espèce
Synonymes
- Paramesotriton laoensis Stuart & Papenfuss, 2002

Statut de conservation UICN

 EN B1ab(iii,v) : En danger
Laotriton laoensis, unique représentant du genre Laotriton, est une espèce d'urodèles de la famille des Salamandridae.

## Répartition
Cette espèce est endémique du Laos. Elle se rencontre dans les monts Phou Sang Kat à 1 160 m d'altitude.

## Découverte et menaces sur l'espèce
L'espèce Laotriton laoensis a été découverte au Laos par l'herpétologiste Bryan Stuart en 1999. Il annonce sa découverte trois ans plus tard.
Mais les publications relatives à la découverte de cette espèce l'ont faite connaîtr et ont conduit à sa capture par des villageois, qui revendent les spécimens moins de 1 euro, spécimens qui sont ensuite revendus 200 dollars à des collectionneurs.
Ainsi, en 2008 l'espèce est présente chez des collectionneurs en Allemagne et au Japon, mais elle déjà considérée comme étant en voie d'extinction au Laos.

## Publications originales
- Dubois & Raffaëlli, 2009 : A new ergotaxonomy of the family Salamandridae Goldfuss, 1820 (Amphibia, Urodela). Alytes, vol. 26, p. 1-85.
- Stuart & Papenfuss, 2002 : A new salamander of the genus Paramesotriton (Caudata: Salamandridae) from Laos. Journal of Herpetology, vol. 36, p. 145-148.